# Jean-Christophe Rouvière
Jean-Christophe Rouvière (Montpellier, 4 agosto 1974) è un ex calciatore francese, di ruolo centrocampista.